# Acreció (geologia)

Convergència continental oceànica: Les condicions requerides per l'acreció de plaques

L'Acreció en geologia és un procés pel qual s'afegeix material a una placa tectònica o massa de terra (continent, supercontinent o illa). Aquest material pot ser un sediment, arcs volcànics, muntanyes marines o altres de característiques ígnies. També s'anomena prisma d'acreció, ja que és una acumulació de sediments, en forma de falca, inserida longitudinalment a la zona superficial de contacte de dues plaques tectòniques convergents, zona superficial de subducció.

## Descripció
Hi ha dos tipus d'acrecions geològiques. El primer tipus és l'acreció de placa, implica l'addició de material a una placa tectònica. Quan xoquen dues plaques tectòniques, una de les plaques pot lliscar sota l'altra, en el procés conegut com a subducció. La placa que queda a sota flota en l'astenosfera i és empesa cap amunt i contra l'altra placa. Els sediments oceànics formen una massa de material que s'enganxa a la placa de sobre.
La segona forma d'acreció és l'acreció de massa de terra.Implica l'addició de sediment a la línia de costa o de riu, incrementant la superfície de terra. La deposició al·luvial és l'acreció de massa de terra més notable, sovint conté metalls preciosos en la llera dels rius i en els deltes fluvials.